# 536
536 (DXXXVI) fue un año bisiesto comenzado en martes del calendario juliano, en vigor en aquella fecha.
En el Imperio romano, el año fue nombrado como el año después del consulado de Belisario, o menos comúnmente, como el 1289 Ab urbe condita.

## Acontecimientos
- Este es el segundo de dos años climatológicamente muy extraños, con nevadas en verano y casi sin días soleados. Posiblemente provocado por una erupción de la caldera del lago de Ilopango (El Salvador). Véase: Cambio climático en 535 y 536.
- Según los anales gaélicos de Irlanda, este año hubo «perditio panis» (‘falta de pan’) en ese país.
- En julio y agosto en China se registran nevadas.
- En China, Europa y el oeste de Asia se registra una «densa niebla seca» (nube de polvo en los estratos superiores de la atmósfera).
- En varios lugares del mundo se pierden cosechas.
- En el Perú comienza una sequía que durará varios años y afectará profundamente a la cultura moche. En la cultura moche tiene lugar el gobierno del Viejo Señor de Sipán.
- En Italia, Belisario ocupa Nápoles y Roma.
- En Roma, Silverio sucede a Agapito I como papa.

## Nacimientos
- Venancio Fortunato, santo de la Iglesia católica
- Baithéne mac Brénaind, monje irlandés seguidor de Columba de Iona
- Li Ezi, emperatriz viuda china de Zhou del Norte (m. 588)

## Fallecimientos
- 22 de abril: Agapito I, papa católico.
- 1 de julio: Ailill the Second, Obispo irlandés de Armagh.
- Mundo, general bizantino.
- Diciembre: Teodato, rey de los ostrogodos.
- Domnino de Vienne, obispo de Vienne, Francia.
- Mononobe no Arakabi, ministro del gobierno japonés.
- Sergius of Reshaina, médico y sacerdote durante el siglo VI.
- Tao Hongjing, gran pensador autor chino.
- Ursicinus, obispo de Ravenna.

## Arte y literatura
- Reconstrucción justiniana de la iglesia de los Santos Apóstoles de Constantinopla.[1]